# Bulalacao
Bulalacao is een gemeente in de Filipijnse provincie Oriental Mindoro op het eiland Mindoro. Bij de laatste census in 2007 had de gemeente ruim 30 duizend inwoners.

## Geografie

### Bestuurlijke indeling
Bulalacao is onderverdeeld in de volgende 15 barangays:
| - Bagong Sikat - Balatasan - Benli - Cabugao - Cambunang - Campaasan - Maasin - Maujao | - Milagrosa - Nasukob - Poblacion - San Francisco - San Isidro - San Juan - San Roque |

## Demografie
Bulalacao had bij de census van 2007 een inwoneraantal van 30.188 mensen. Dit zijn 2.490 mensen (9,0%) meer dan bij de vorige census van 2000. De gemiddelde jaarlijkse groei komt daarmee uit op 1,19%, hetgeen lager is dan het landelijk jaarlijks gemiddelde over deze periode (2,04%). Vergeleken met de census van 1995 is het aantal mensen met 6.141 (25,5%) toegenomen.

De bevolkingsdichtheid van Bulalacao was ten tijde van de laatste census, met 30.188 inwoners op 321,86 km², 93,8 mensen per km².